# 318
318（三百十八、さんびゃくじゅうはち）は自然数、また整数において、317の次で319の前の数である。

## 性質
- 318は合成数であり、約数は1, 2, 3, 6, 53, 106, 159, 318である。
  - 約数の和は648。
  - 74番目の過剰数である。1つ前は312、次は320。
- 34番目の楔数である。1つ前は310、次は322。
- 各位の積が各位の和の2倍になる10番目の数である。1つ前は242、次は381。(オンライン整数列大辞典の数列 A062034)
- 318 = 12 + 112 + 142 = 22 + 52 + 172 = 72 + 102 + 132
  - 3つの平方数の和3通りで表せる43番目の数である。1つ前は315、次は323。(オンライン整数列大辞典の数列 A025323)
  - 異なる3つの平方数の和3通りで表せる26番目の数である。1つ前は315、次は334。(オンライン整数列大辞典の数列 A025341)
- 異なる4つの平方数の和12通りで表せる最小の数である。次は354。
  - 異なる4つの平方数の和 n 通りで表せる最小の数である。1つ前の11通りは294、次の13通りは270。(オンライン整数列大辞典の数列 A025417)
- n = 3 のときの n と 6n を並べてできる数である。1つ前は212、次は424。(オンライン整数列大辞典の数列 A009440)
- n = 318 のとき n と n + 1 を並べた数を作ると素数になる。n と n + 1 を並べた数が素数になる38番目の数である。1つ前は312、次は330。(オンライン整数列大辞典の数列 A030457)
- 318 = 8!! − 7!! + 6!! − 5!! + 4!! − 3!! + 2!! − 1!!
  - 8番目の交互二重階乗である。1つ前は66、次は627。(オンライン整数列大辞典の数列 A129831)
- 約数の和が318になる数は1個ある。(317) 約数の和1個で表せる66番目の数である。1つ前は314、次は330。
- 各位の和が12になる26番目の数である。1つ前は309、次は327。

## その他 318 に関連すること
- 道路標識318は、時間制限駐車区間。
- エアバスA318は、エアバスA320の短胴型。
- スケールド・コンボジッツ モデル318 ホワイトナイトは、宇宙船スペースシップワン打上げ用輸送機。
- スカパー!のCh318は、FOXムービー。
- シャーク (USS Shirk, DD-318) は、アメリカ海軍の駆逐艦。
- カークパトリック (USS Kirkpatrick, DE-318) は、アメリカ海軍の護衛駆逐艦。
- バヤ (USS Baya, SS/AGSS-318) は、アメリカ海軍の潜水艦。
- 318 × 10−3 = 0.318 は 1/π の近似値である。(オンライン整数列大辞典の数列 A049541)